# Chauhali
Chauhali è un sottodistretto (upazila) del Bangladesh situato nel distretto di Sirajganj, divisione di Rajshahi. Si estende su una superficie di 243,67 km² e conta una popolazione di  160.063 abitanti (censimento 2011).